# Dorcadion martinezii
Dorcadion martinezii là một loài bọ cánh cứng trong họ Cerambycidae.